# Werra-Altarm bei Schwebda
Der Werra-Altarm bei Schwebda ist eine ehemalige Flussschleife, die in der Mitte des 19. Jahrhunderts durch eine künstliche Begradigung der Werra vom Hauptstrom abgetrennt wurde. Um den zum Lebensraum von einer Vielzahl von Vogelarten gewordenen Bereich zu schützen, wurde eine acht Hektar große Fläche im Jahr 1987 zum Naturschutzgebiet erklärt. Später wurde der Bereich auch als ein als ein Flora-Fauna-Habitat(FFH)-Gebiet in das europaweite Schutzgebietssystems „Natura 2000“ integriert, das die Erhaltung der biologischen Vielfalt zum Ziel hat.

## Lage
Der Altarm liegt in der Gemarkung von Schwebda, einem Ortsteil der Gemeinde Meinhard im nordhessischen Werra-Meißner-Kreis. Das Schutzgebiet beginnt am Ortsrand und endet im Süden am Werraufer. Im Osten grenzen Ackerflächen an den geschützten Bereich. Westlich liegt das Freizeit- und Erholungsgebiet des Werratalsees.
In der naturräumlichen Gliederung Deutschlands des Instituts für Landeskunde Bad Godesberg wird das Gelände um den Altarm der Schwebda-Jestädter Werraaue (358.20), einer Teileinheit des Eschweger Beckens (358.2), zugeordnet. Sie gehören zum Unteren Werrabergland (358) in der Haupteinheitengruppe des Osthessischen Berglands.

## Natur

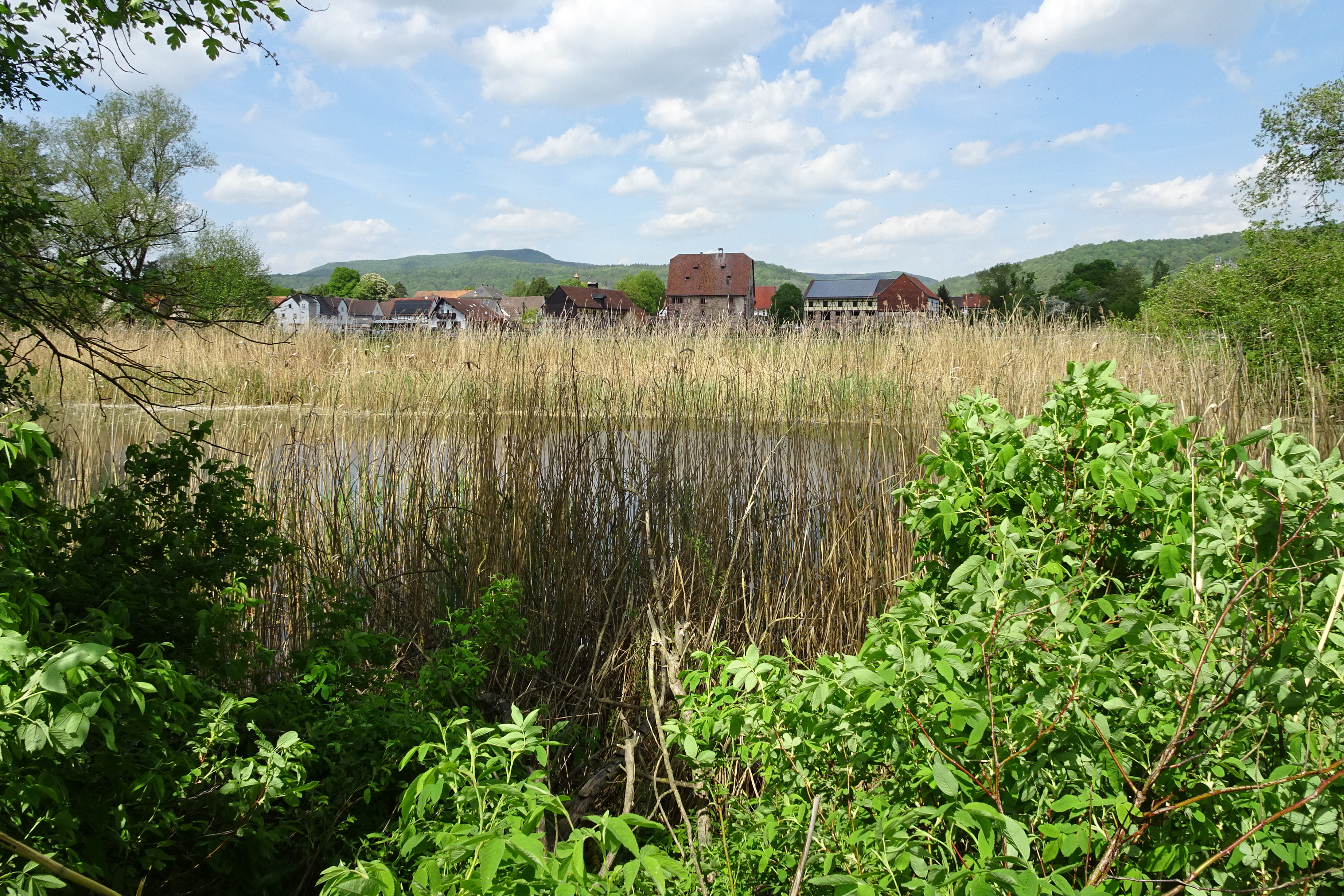
Altarmbereich am südlichen Ortsende von Schwebda

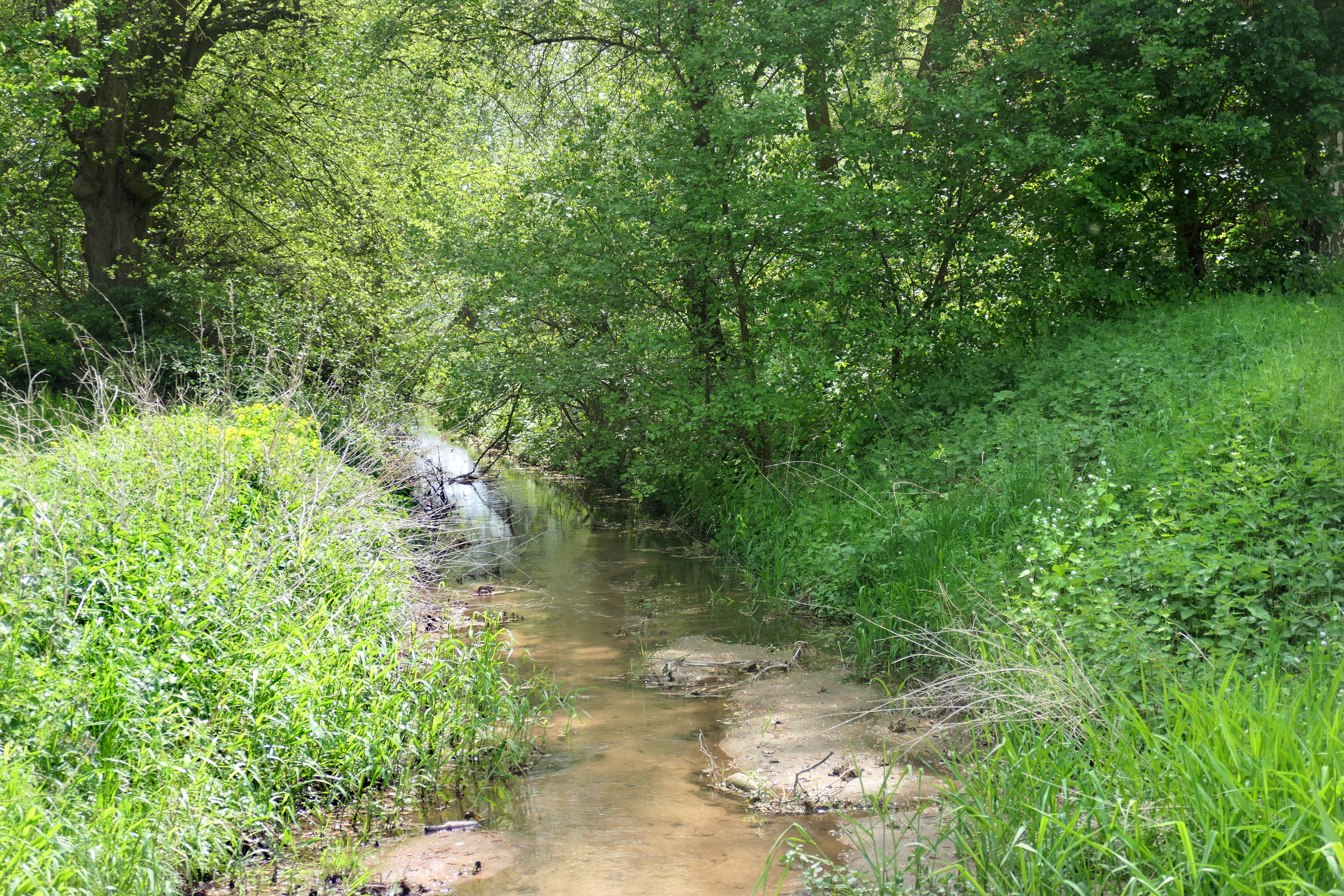
Kellaer Bach

Der Altarm verdankt sein Vorhandensein einer Begradigung der Werra im Jahr 1849, die die hufeisenförmige Flussschleife vom Hauptstrom abtrennte. Im Laufe der Zeit entwickelte sich das Altgewässer zum Rast-, Nahrungs- und Brutplatz für eine Vielzahl von gefährdeten und vom Aussterben bedrohter Vogelarten.
Mit einer Größe von 7,89 Hektar, einer Länge von rund 1,5 km und der geringen Breite von sechs bis acht Metern, die sich nur im östlichen Teil auf bis zu 150 m ausdehnt, ist der Bereich kreisweit eines der kleineren Schutzgebiete. Ein von Schwebda kommender und den Altarm kreuzender Feldweg teilt zudem das Gebiet in zwei Hälften. Den östlichen Teil prägen ausgedehnte Röhrichtzonen und Weidengehölze, die als relativ naturnah und altarmtypisch angesehen werden. Der westliche Bereich ist dagegen stark verändert worden und der ehemalige Flusslauf der Werra ist nicht mehr im Relief zu erkennen. Der früher in den Altarm mündende Kellaer Bach wurde grabenartig ausgebaut und bis zur Werra geführt.
Der Altarm besitzt neben Röhrichten und offenen Wasserflächen einen markanten älteren Baumbestand. Die Ufer säumen Erlen, Pappeln, Baumweiden und Weidengebüsche. Dieser Wald wird dem Lebensraumtyp  91 E0* „Erlen-Eschen- und Weichholzauenwälder“ zugeordnet. Es ist ein prioritärer Lebensraum, der aus EU-Sicht vom Verschwinden bedroht ist und für den eine besondere Verantwortung für seine Erhaltung besteht.
Die Wasserflächen mit ihrer charakteristischen Vegetation gehören zu dem Lebensraumtyp 3150 „Natürliche eutrophe Seen“. Das Altgewässer, das sich aus Teichen, Schilfröhrichten und Verlandungszonen bildet, ist in einem günstigen Erhaltungszustand und wird floristisch und ornithologisch als wertvoll angesehen. Die ornithologische Bedeutung des Werraaltarmes war ein wesentlicher Grund für dessen Ausweisung als Naturschutzgebiet. Im Schutzwürdigkeitsgutachten werden exemplarisch Knäkente, für die der Altarm zu den wenigen Brutgebieten in Hessen gehört. Rohrweihe, die in den ausgedehnten Schilfflächen Schutz zum Nestbau findet sowie Teichrohrsänger als wertgebende Vogelarten genannt. Zu weiteren bemerkenswerten Vögeln gehören Blässhuhn, Teich- und Wasserralle, die in mehreren Paaren die Wasserflächen bevölkern und Klein- und Grünspecht, Schwarzmilan, Gelbspötter und Pirol, für die die alten Weichholzbestände zum Lebensraum geworden sind.
Das Schutzgebiet liegt im Überschwemmungsbereich der Werra. Überschwemmungen sind allerdings seltener geworden und meist von geringerer Intensität. Dadurch sank auch der durchschnittliche Wasserstand des Altarms, der fortschreitend verlandet. Auf der Innenseite durchquert im südlichen Bereich eine alte Flutmulde, die nicht in das Schutzgebiet einbezogen wurde, die landwirtschaftlich genutzten Flächen.

## Unterschutzstellung

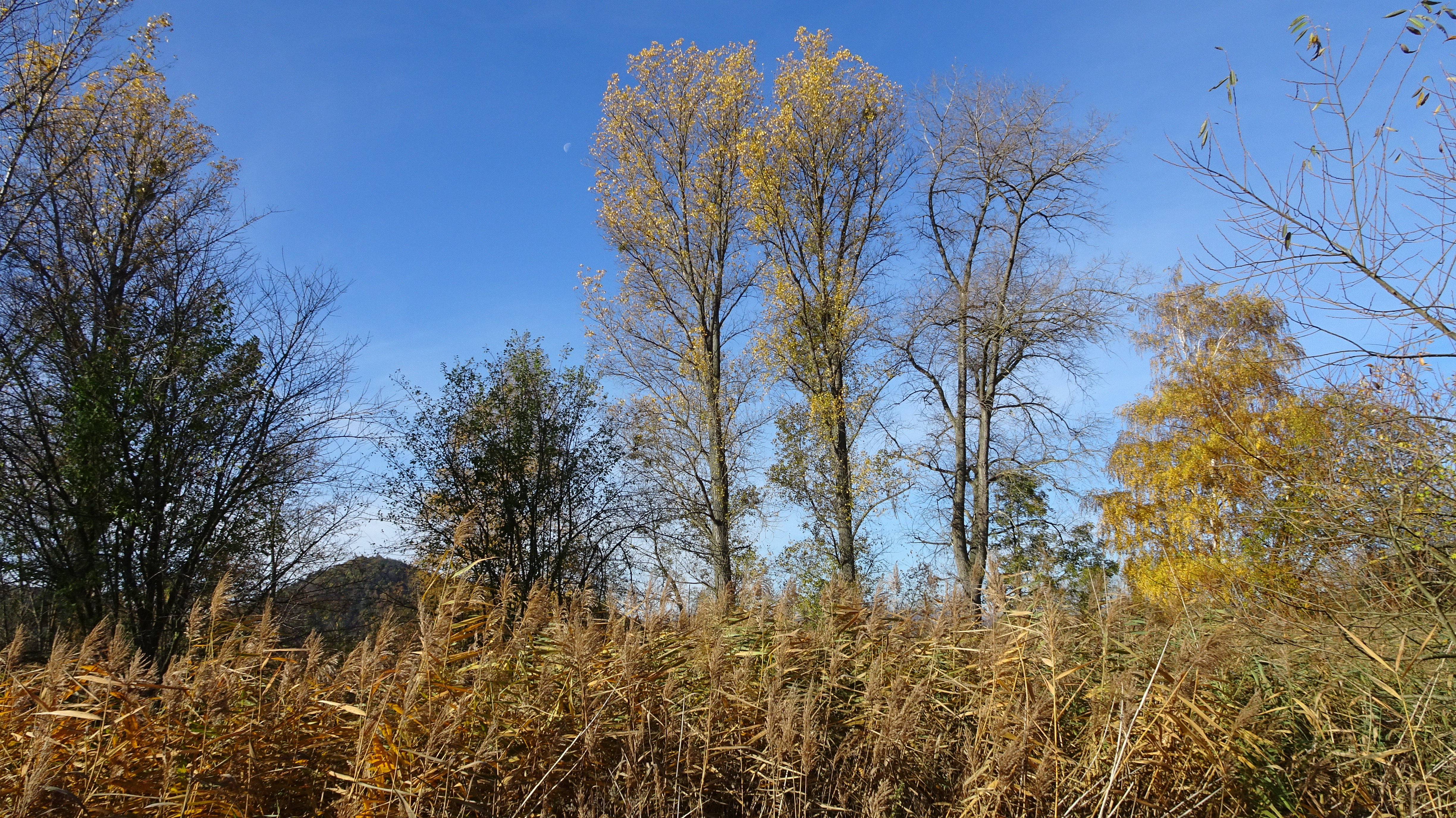
Der östliche Teil des Altarms

- Naturschutzgebiet

Mit Verordnung vom 27. Februar 1987 der Bezirksdirektion für Forsten und Naturschutz beim Regierungspräsidium in Kassel wurde der Werra-Altarm südlich von Schwebda zum Naturschutzgebiet erklärt. Mit der Unterschutzstellung sollte der Altarm mit seiner typischen Vegetation erhalten werden, „der mit seiner ausgeprägten Röhrichtzone für eine Vielzahl gefährdeter und vom Aussterben bedrohter Vogelarten ein wichtiges Rast-, Nahrungs- und Brutbiotop darstellt“. Das Schutzgebiet mit einer Größe von 8,00 Hektar hat die nationale Kennung 1636015 und den WDPA-Code 319314.
- Fauna-Flora-Habitat-Gebiet

Mit identischen Grenzen und gleichen Entwicklungszielen ist das Naturschutzgebiet vom Land Hessen im November 2004 im Rahmen der Umsetzung der Fauna-Flora-Habitat-Richtlinie der EU-Kommission für das länderübergreifende Netz besonderer Schutzgebiete „Natura 2000“ gemeldet worden. Die Schutzwürdigkeit wurde mit der floristischen und ornithologischen Bedeutung der Verlandungsbereiche, Röhrichtflächen und Auwaldreste des Altarms begründet. Nach der Bestätigung als Gebiet von gemeinschaftlicher Bedeutung im November 2007 forderte die EU, neben dem Gebietsmanagement und dem damit verbundenen Monitoring, eine förmliche Schutzerklärung, die im Januar 2008 mit der „Verordnung über Natura 2000-Gebiete in Hessen“ erfolgte. Das FFH-Gebiet besitzt eine Größe von 8,00 Hektar hat die Gebietsnummer 4826-304 und den WDPA-Code 555520189.
- Landschaftsschutzgebiet

Der Bereich um den Altarm liegt vollständig in dem Landschaftsschutzgebiet „Auenverbund Werra“. Es wurde im Jahr 1992 eingerichtet, um die verschiedenen Wiesen- und Ufervegetationstypen der Werra zu schützen und naturnahe Gewässerabschnitte zu erhalten oder sie wieder herzustellen. Das aus mehreren, unterschiedlich großen Teilgebieten bestehende Schutzgebiet besitzt eine Größe von rund 4000 Hektar und erstreckt sich entlang der mittleren und unteren Werra in den Landkreisen Hersfeld-Rotenburg und Werra-Meißner.

## Besucherhinweis
Zwischen dem nordwestlichen Ende des Schutzgebiets und dem Werratalsee führt ein Rad- und Wanderweg entlang. Den Innenbogen des u-förmigen Altarms erreicht man über einen Feldweg.